# Chiromantes obtusifrons
Chiromantes obtusifrons är en kräftdjursart som först beskrevs av James Dwight Dana 1851.  Chiromantes obtusifrons ingår i släktet Chiromantes och familjen Sesarmidae. Inga underarter finns listade i Catalogue of Life.